# 화심
"화심"은 한국에서 제작된 신경균 감독의 1958년 영화이다. 김동원 등이 주연으로 출연하였고 송유천 등이 제작에 참여하였다.

## 출연

### 주연
- 김동원
- 양미희
- 도금봉

## 기타
- 원작자: 방인근
- 조명: 황동춘
- 녹음: 이경순
- 미술: 임명선